# Kivevé
A kivevé (spanyolos írásmóddal quibebé) egy paraguayi eredetű, Argentína északi részén is népszerű, tökből (helyi nevén: andai) készülő, általában édeskés étel. Fogyasztható főételként, más ételek (pl. húsok) kísérőjeként és desszertként is. Állaga krémes, de sűrű, nem puha.
Neve, amelyet a guarani nyelvben a vörös hajú emberek leírására szoktak használni, a kivevé vöröses színére utal. Receptjét a guarani indiánok alkották meg, azonban nem egy ősi ételről van szó, hanem egy arab eredetű, a spanyolok által behozott étel adaptációjáról. A helyiek, akik az európai recepthez a kukoricalisztet adták hozzá újdonságként, addig a tököt és a sajtot nem is használták konyhájukban.
Készítése úgy történik, hogy a magjaitól megfosztott, kis kockákra vágott tököt sós-cukros vízben megfőzik, majd összepürésítik, és hozzáadják a kukoricalisztet (fél kiló tökhöz egy-két bögrényit), ugyanennyi tejet és a sajtot (a tök tömegének egyötödét-egyhetedét), esetleg egy kevés margarint, valamint tetszés szerint sót és cukrot.